# Kodeste
Kodeste – wieś w Estonii, w prowincji Hiuma, w gminie Kõrgessaare.
W 2012 roku wieś liczyła 8 mieszkańców; w październiku 2010 – 8, w grudniu 2009 – 9.